# احمدرضا پزشک
احمدرضا پزشک یکی از بازیکنان فوتبال ایران است. این بازیکن در طول در دوران حضورش، در تیم‌های مختلفی مانند شهرداری بندرعباس مشارکت داشته‌است.